# Запис Поповића храст (Витошевац)
Запис Поповића храст (Витошевац) се налази на парцели чији је власник Поповић Гордана.

## Локација
| Општина             | Ражањ                                                                       |
| Катастарска општина | Витошевац                                                                   |
| Потес               | Парлог                                                                      |
| Координате          | 43° 45′ 27″ С; 21° 35′ 01″ И / 43.757599999999996° С; 21.583600000000001° И |
| Надморска висина    | 283m                                                                        |

## Карактеристике
Дендрометријске вредности утврђене на терену и сателитским снимцима:
| Стабло                     | Храст |
| Висина стабла              | m     |
| Обим дебла                 | m     |
| Пречник крошње             | 26m   |
| Пречник дебла              | m     |
| Висина дебла до прве гране | m     |

## База записа
Запис је у оквиру Викимедија пројекта "Запис - Свето дрво" заведен под редним бројем 1050.